# پیترلچینا
پیترلچینا (به ایتالیایی: Pietrelcina) یک کومونه در ایتالیا است که در استان بنونتو واقع شده‌است.

## خصوصیات
پیترلچینا ۲۸٫۸ کیلومترمربع مساحت و ۳٬۰۵۶ نفر جمعیت دارد و ۳۵۰ متر بالاتر از سطح دریا واقع شده‌است.

## خواهرخوانده
شهرهای Wadowice، آلاتری و سان جووانی روتوندو خواهرخوانده‌های پیترلچینا هستند.